# Közúti közlekedés

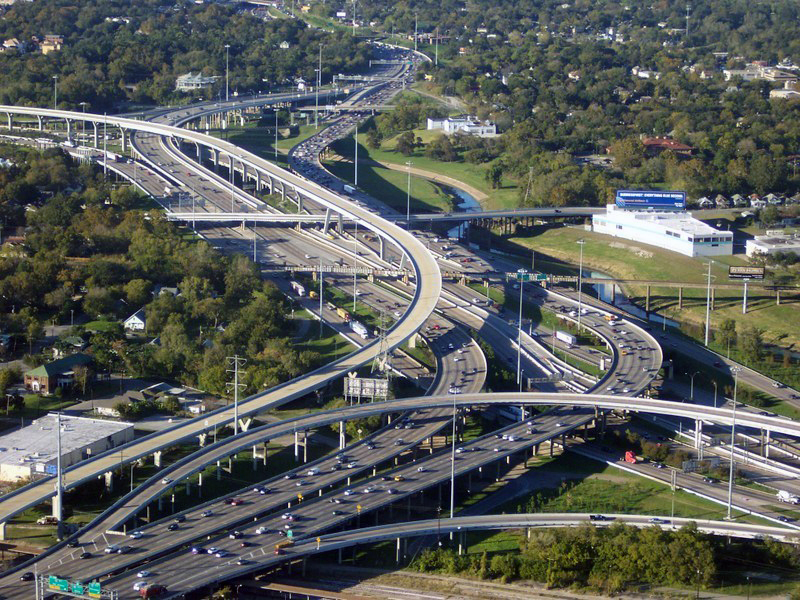
Autópálya-csomópont Houstonban

A közúti közlekedés vagy közúti szállítás az utakat és közutakat használó közlekedési mód. A közúti közlekedés nagyjából az áruszállítás és a személyszállítás csoportjába sorolható. Számos országban az engedélyezési követelmények és a biztonsági előírások biztosítják a két ágazat elkülönítését. Az utakon való mozgás történhet kerékpárral, személygépkocsival, autóbusszal, teherautóval vagy állatokkal, például lóval vagy ökörrel. A szabványos úthálózatokat a rómaiak, a perzsák, az aztékok és más korai birodalmak is átvették, és a birodalmak jellemzőjének tekinthetők. A rakományt szállíthatják teherautók, míg az utasokat tömegközlekedéssel szállíthatják. A modern utak általánosan meghatározott jellemzői közé tartoznak a meghatározott sávok és a jelzések. Az utaknak különböző osztályai léteznek, a kétsávos, egyenrangú kereszteződésekkel rendelkező helyi utaktól a szabályozott hozzáférésű autópályákig, amelyeken a keresztirányú forgalom szintben elválasztott. A közúti járművek jellegét, illetve a velük való közlekedés szabályait a hatályos KRESZ rögzíti.
A közúti áruszállítás jellege a helyi infrastruktúra fejlettségi fokán kívül függ a közúti áruszállítás távolságától, az egyes szállítmányok súlyától és mennyiségétől, valamint a szállított áruk típusától. Rövid távolságokra és könnyű kisszállítmányok esetén furgon vagy kisteherautó használható. Nagyméretű szállítmányok esetén, még ha azok nem is teljes teherautó-tömegűek, inkább egy teherautó a megfelelőbb. (Lásd még lentebb a Teherautó- és teherszállítás és fuvarozás című részt). Egyes országokban a rakományt közúton lovas kocsival, szamárkocsival vagy más nem motorizált módon szállítják. A kézbesítési szolgáltatásokat néha a teherszállítástól külön kategóriának tekintik. Sok helyen a gyorséttermi élelmiszereket különböző típusú járművekkel szállítják közúton. A belvárosi kis csomagok és dokumentumok kézbesítésére igen gyakoriak a kerékpáros futárok.
Az embereket közúton is szállítják, vagy inkább utaztatják, jellemzően taxival vagy autóbusszal. A közúti egyéni szállítás speciális módjai, mint például a kerékpáros riksák, helyileg szintén rendelkezésre állhatnak. Vannak speciális közúti szállítási módok is bizonyos helyzetekre, mint például a mentőautók sérült és beteg emberek kórházba szállítására.

## Története

### Korai utak

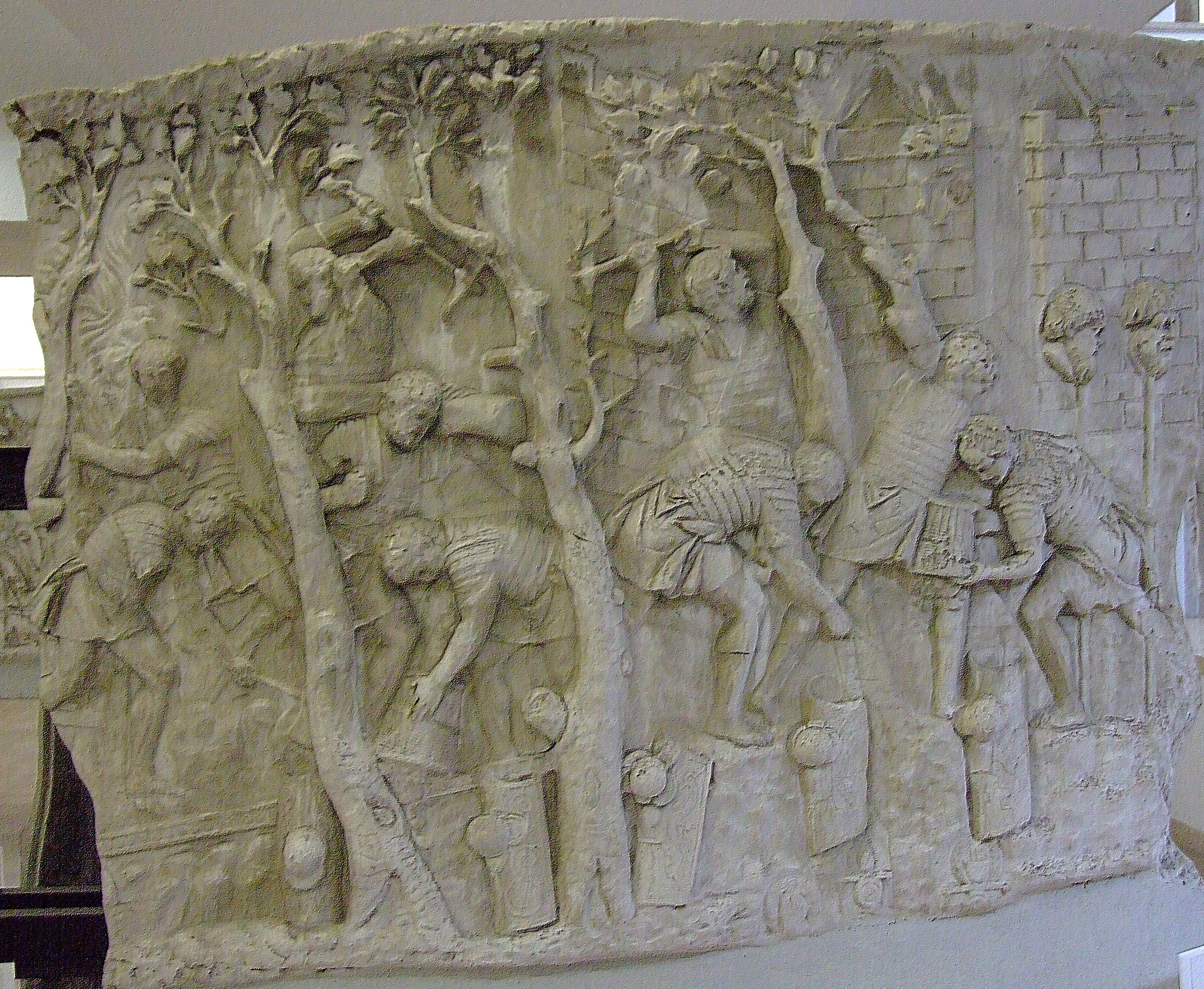
Útépítés, Traianus oszlopán ábrázolva

A közúti szállítás első módszerei lovak, ökrök vagy akár emberek voltak, akik földúton szállították az árukat, gyakran vadnyomokat követve. A perzsák később birodalmukban királyi utak hálózatát építették ki.
A Római Birodalom megjelenésével szükségessé vált, hogy a hadseregek gyorsan tudjanak eljutni egyik régióból a másikba, és a meglévő utak gyakran sárosak voltak, ami nagymértékben hátráltatta a nagy tömegű csapatok mozgását. E probléma megoldására a rómaiak szilárd és tartós utakat építettek. A római utak mély, zúzottkőből készült útalapot használtak alatta, hogy szárazon maradjanak, mivel a víz a zúzottkőből kifolyt, ahelyett, hogy az agyagos talajban sárrá vált volna. Az iszlám kalifátus később Bagdadban kátrányos burkolatú utakat épített.

### Középkor
A középkorban a közút veszített jelentőségéből, mivel a Római Birodalom bukásával megszűnt az a központi szerv, ami fenntartotta a korábbi úthálózatot, a helyén kialakuló államok pedig nem foglalkoztak túl sokat az utak karbantartásával; a feudalizmus korában jóval kevesebben utaztak, a korabeli hadseregek, melyek főleg a lovasságra támaszkodtak pedig nem igényelték annyira a kiépített utakat.

## Modern utak

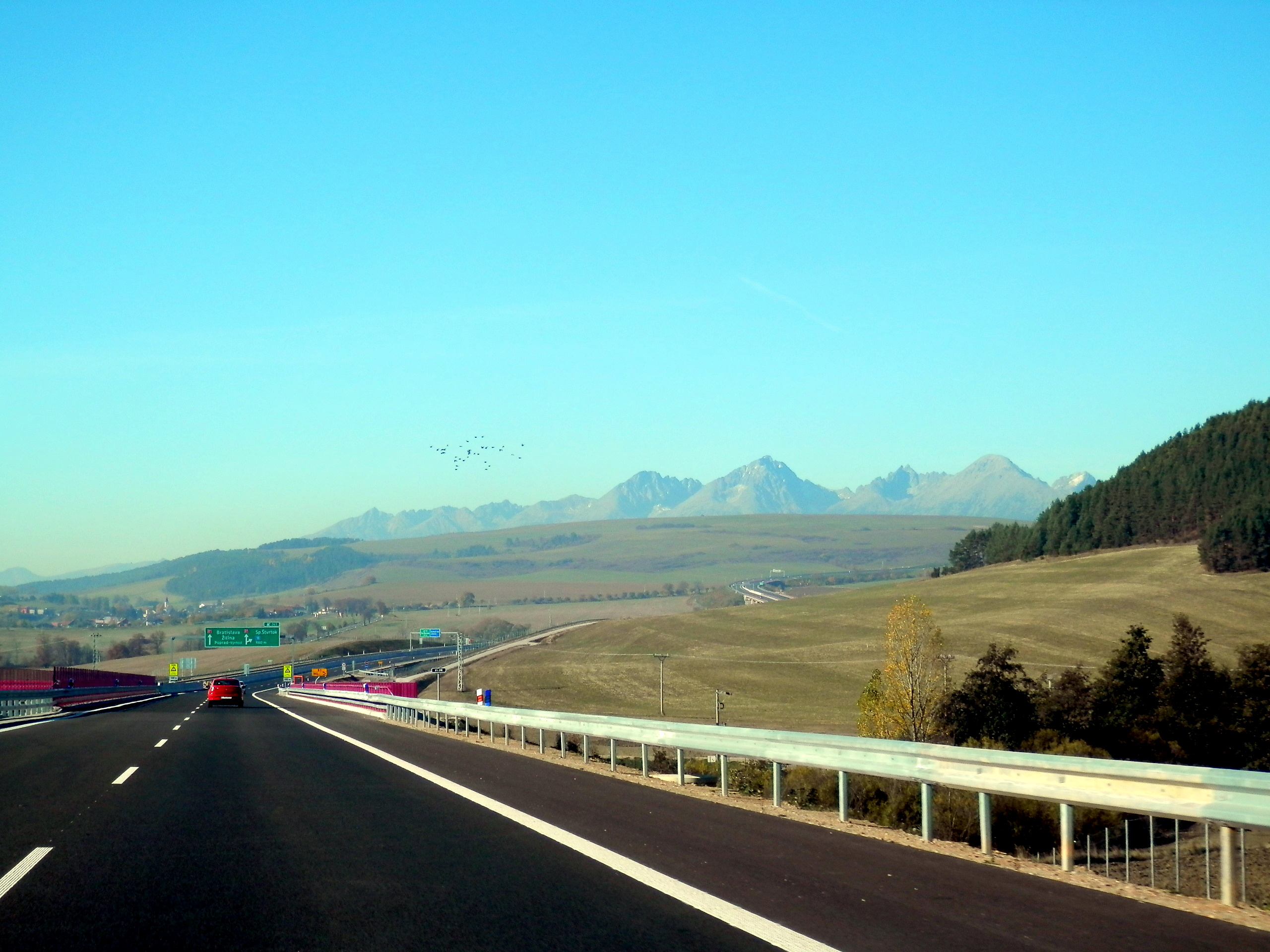
A D1-es autópálya Szlovákiában

Ma az utak elsősorban aszfaltból vagy betonból készülnek. Mindkettő McAdam 19. századi skót mérnök koncepcióján alapul, amely szerint a kőzetaggregátumot kötőanyagba, aszfaltcementbe, illetve portlandcementbe ágyazzák, az ilyen utak a makadámútak. Az aszfaltot rugalmas burkolatként ismerik, olyan burkolatként, amely lassan "folyik" a forgalom üteme alatt. A beton merev burkolat, amely nagyobb terhelést is elbír, de drágább, és gondosabban előkészített alépítményt igényel. Tehát általában a főutak betonból, a helyi utak pedig aszfaltból készülnek. A betonutakat gyakran vékony aszfaltréteggel fedik, hogy kopófelületet hozzanak létre.
A szilárd útburkolat előnye a földúttal szemben a por és nedves időben a süppedős sár hiánya. A motorizáció 19. század végi megjelenése gyorsan magával hozta a jó minőségű, szilárd burkolatú utak igényét. A burkolást kezdetben fa-, majd különböző anyagú kőkockákkal (bazalt, trachit, keramit) is megkísérelték; a fakockáról gyorsan kiderült, hogy idővel szétrohad, a kőkockák, mint a macskakő már sokkal tartósabbnak bizonyultak, idővel azonban az elmozgásuk, csúszósságuk és az általuk kiváltott rázkódás vált problémává, ezért a használatuk visszaszorult.
A modern burkolatokat nagyobb járműterhelésre és nagyobb sebességre tervezték, ami vastagabb födémeket és mélyebb alépítményt igényel. Az alépítmény az útburkolatot alátámasztó kőből, kavicsból és homokból álló réteg vagy egymást követő rétegek. Erre azért van szükség, hogy eloszlassa a födémnek az alatta lévő talajra ható terhelését, és elvezesse a födém alá kerülő vizet. A víz idővel aláássa a burkolatot, ezért a burkolat és a burkolati fugák tervezésének nagy része arra irányul, hogy minimalizálja a burkolólapok alá kerülő és ott maradó víz mennyiségét.
A közutak leginkább egy vagy kétsávosak, a kétsávosakat gyakran felezővonallal is ellátják, ami a két irányú forgalmat hivatott elválasztani az út felületén, ez országonként eltérő is lehet. Vannak alsóbbrendű és felsőbbrendű utak, az alsóbbrendűek a mellékutak, illetve az utak hierarchiájában egy felsőbbrendű úthoz képest alsóbbrendűnek besorolt út. A felsőbbrendű út általában két vagy több sávos út, illetve olyan, akár egysávos út, utca is lehet, aminek a KRESZ alapján elsőbbséget kell adni. Lakott területen belül elsősorban a KRESZ határozza meg az utak egymáshoz való viszonyát, lakott területen kívül vannak földutak, mellékutak, autóutak és autópályák is.
Az autópálya a legmagasabb besorolású közút, a környezetétől elszeparált, minimum két forgalmi sávval rendelkezik, valamint rendelkezik leállósávval is. Ez utóbbi többcélú; oldaltávolságot biztosítanak, menedéket nyújtanak a mozgásképtelen járművek számára, vészhelyzeti sávot és parkolóhelyet, azonban csak rendkívüli helyzetben vagy műszaki meghibásodás esetén használhatók. Tervezési célt is szolgálnak, mégpedig azt, hogy megakadályozzák a víz beszivárgását a talajba a fő útburkolat szélének közelében. A szegélyburkolatot alacsonyabb színvonalúnak tervezték, mint a közlekedő úttest burkolatát, és nem bírja olyan jól a forgalmat, ezért a szegélyen általában tilos közlekedni.
Az útburkolati technológia még mindig fejlődik, bár nem könnyen észrevehető lépésekben. Például az útburkolat keverékében lévő kémiai adalékanyagok időjárásállóbbá teszik az útburkolatot, a barázdák és más felületkezelések javítják a csúszás- és vízsíkossági ellenállást, és az egykor kátrányból készült hézagtömítések ma már alacsony karbantartási igényű neoprénből készülnek.

## Az Interstate Highway System

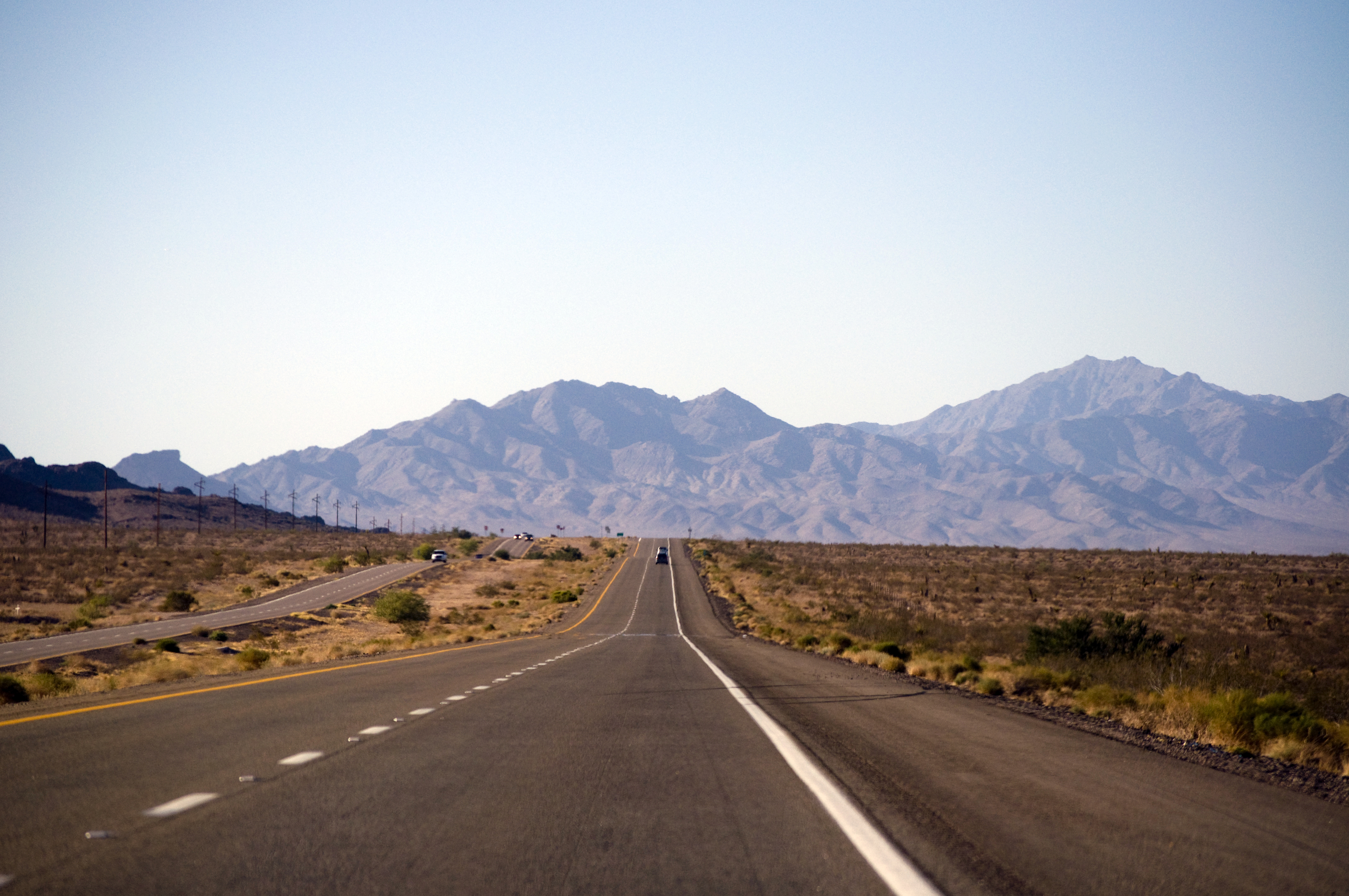
Arizona - Észak-Amerika - Délnyugat - Államközi autópálya-rendszer

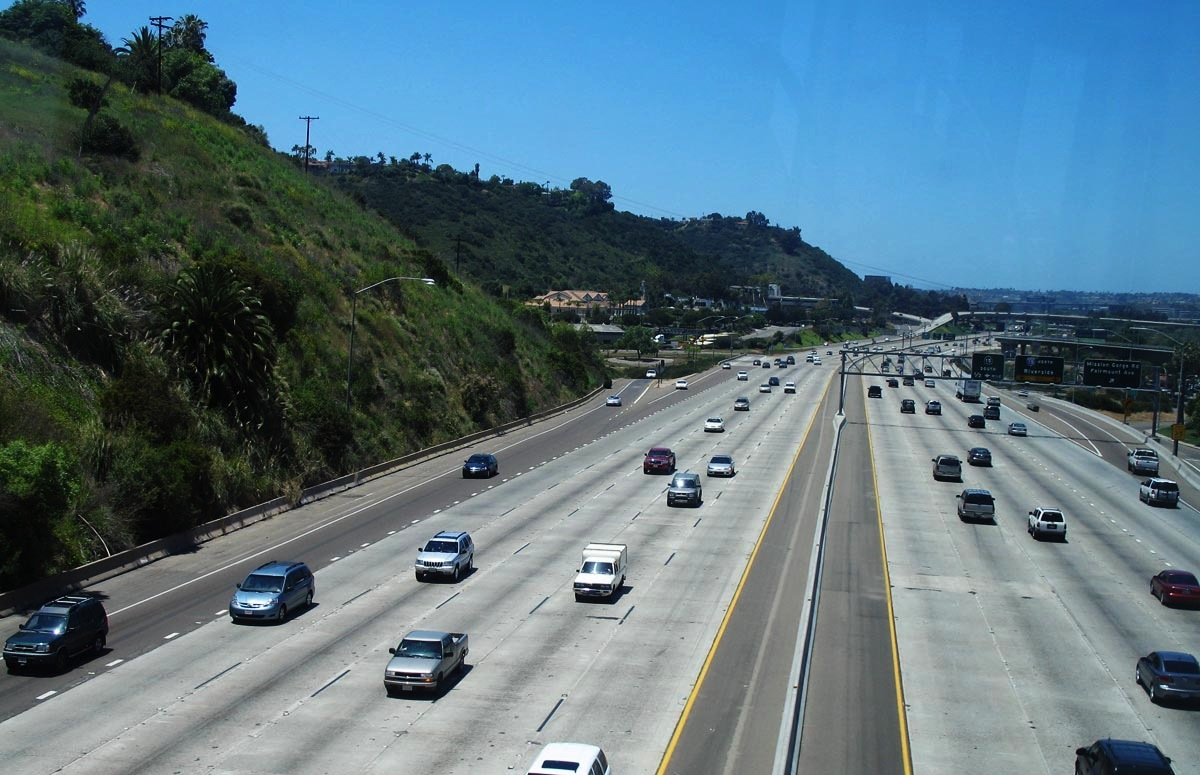
Autópálya San Diego közelében

Az Amerikai Egyesült Államokban 1956-tól kezdődően épült ki a Dwight D. Eisenhower-féle National System of Interstate and Defense Highways, közismert nevén az Interstate Highway System. A rendszer 12 láb (3,65 m) sávokat, széles középsávokat, legfeljebb 4%-os emelkedést és teljes körű beléptetést alkalmaz, bár számos szakasz nem felel meg ezeknek az előírásoknak a régebbi építés vagy korlátozások miatt. Ez a rendszer egy kontinentális méretű hálózatot hozott létre, amely minden 50 000 fős vagy annál nagyobb lakosságú központot összeköt.
1956-ra az Egyesült Államok keleti részén a legtöbb autópálya fizetős volt. Ebben az évben fogadták el az 1956-os szövetségi autópálya-törvényt, amely 90%-ban szövetségi dollárral és 10%-os állami hozzájárulással finanszírozta a nem fizetős utakat, és kevés ösztönzést adott az államoknak arra, hogy bővítsék autópálya-rendszerüket. A finanszírozási szabályok kezdetben korlátozták az útdíj beszedését az újonnan finanszírozott utakon, hidakon és alagutakban. Bizonyos helyzetekben az autópályák közötti autópálya-program finanszírozásával történő útdíjköteles létesítmények bővítése vagy újjáépítése a meglévő útdíjak megszüntetését eredményezte. Ez történt Virginiában az Interstate 64-en a Hampton Roads híd-alagútnál, amikor 1976-ban elkészült egy második párhuzamos út a regionális 1958-as híd-alagúthoz.
Az Interstate Highway System kezdeti részének befejezése óta a szabályozás megváltozott, és a rendszerbe díjköteles létesítmények egyes részei kerültek be. Néhány állam ismét az új utak és a karbantartás útdíjköteles finanszírozását vizsgálja, hogy kiegészítse a korlátozott szövetségi finanszírozást. Néhány területen új közúti projekteket fejeztek be a köz- és magánszféra partnerségével, amelyet útdíjból finanszíroznak, mint például a Pocahontas Parkway (I-895) a virginiai Richmond közelében.
A kongresszus és az Obama-kormányzat által elfogadott legújabb, autópályákra vonatkozó politika a 2011. évi törvény a felszíni és légi közlekedési programok meghosszabbításáról (Surface and Air Transportation Programs Extension Act of 2011).

## Lásd még
- Interstate Highway System